# Angelo Domenghini
Angelo Domenghini   (Lallio, 25 d'agost de 1941) fou un futbolista italià de la dècada de 1960.
Fou 33 cops internacional amb la selecció de futbol d'Itàlia amb la qual participa al Mundial de 1970.
Pel que fa a clubs, destacà a Atalanta BC, Internazionale i Cagliari Calcio.
El 1967 va jugar com a titular la final de la Copa d'Europa, que l'Inter va perdre contra el Celtic FC per 2 a 1 a l'Estádio Nacional de Lisboa.
També fou entrenador, destacant a Derthona en diverses ocasions, i Torres.